# Лукас Ромеро
Лукас Ромеро (ісп. Lucas Romero, нар. 18 квітня 1994, Лома-Ермоса) — аргентинський футболіст, півзахисник клубу «Крузейру».
Виступав, зокрема, за клуб «Велес Сарсфілд», а також олімпійську збірну Аргентини.

## Клубна кар'єра
У дорослому футболі дебютував 2012 року виступами за команду клубу «Велес Сарсфілд», в якій провів чотири сезони, взявши участь у 83 матчах чемпіонату. Більшість часу, проведеного у складі «Велес Сарсфілда», був основним гравцем команди.
До складу клубу «Крузейру» приєднався 2016 року. Відтоді встиг відіграти за команду з Белу-Оризонті 9 матчів в національному чемпіонаті.

## Виступи за збірну
У 2016 році захищав кольори олімпійської збірної Аргентини.

## Досягнення
- Чемпіон Аргентини (1): 2012-13
- Володар Суперкубка Аргентини (1): 2013
- Чемпіон штату Мінас-Жерайс (1): 2018
- Володар Кубка Бразилії (2): 2017, 2018
- Переможець Ліги чемпіонів КОНКАКАФ (1): 2023